# Vartan Arachelian
Vartan Arachelian (n. 21 octombrie 1936, Constanța, România) este un ziarist și scriitor român de origine armeană. Este realizator de programe pentru radio și televiziune. 
Și-a început activitatea ca ziarist sportiv la Constanța. După terminarea facultății de filologie a fost ziarist de investigații și publicist-comentator la ziarul Scînteia tineretului, între 1965 și 1970. 

## Realizator de emisiuni TV
Vartan Arachelian a lucrat la Televiziunea Română (TVR), primul reportaj pe care l-a realizat fiind la o emisiune de mare impact „Bună seara fete, bună seara băieți!”. În anul 1970 a fost numit în funcția de director adjunct al Televiziunii Române (TVR). 
Își continuă cariera de realizator TV, fiind autor de reportaje, anchete în cicluri de emisiuni dedicate acestor genuri: „Ancheta TV” (1980), „Instantanee” (1983), „Reportaj” (1981-1989). Anul 1990 a fost un an de vârf al carierei sale profesionale, el realizând peste 80 de emisiuni grupate sub genericul „În fața dumneavoastră”. 
După 1991 a fost directorul primului post independent de televiziune din România, SOTI. 

### Premii
- Premiul APTR pentru interviu (1991),
- Premiul APTR pentru Anchetă TV (1993).

## Lucrări publicate
- Cum învățăm să trăim (Ed. Politică, București, 1977)
- Toamna pătimirii noastre (Ed. Eminescu, București, 1980; ed. II, Ed. Rao, 2004)
- Duminica după infern (Ed. Eminescu, București, 1983; ed. II, Ed. Rao, București, 2004)
- Ediție specială - roman -  (Ed. Cartea Românească, București, 1990)
- Mărturisiri. Corneliu Coposu în dialog cu Vartan Arachelian (Ed. Humanitas, București,  1996)
- Vartan Arachelian - Față în față cu Petre Roman (Ed. Cartea Românească, București, 1996)
- În fața Dumneavoastră. Revoluția și personajele sale (Ed. Nemira, București, 1998)
- Noaptea bastarzilor (Ed. Rao, București, 2000; ed. II, Ed. Rao, 2003)

## Filme
- Oamenii mării (1968) - scenarist
- Oglinzile orașului (1988) - regizor
- Cuvântul care zidește (1991) Film documentar realizat de Vartan Arachelian cu filosoful român Petre Țuțea.
- Frica și adevărul - Dosarul Căciulați (1993) - regizor